# Centris barbadensis
Centris barbadensis är en biart som beskrevs av Cockerell 1939. Centris barbadensis ingår i släktet Centris och familjen långtungebin. Inga underarter finns listade.